# Apatura lugenda
Apatura lugenda är en fjärilsart som beskrevs av Cabeau 1910. Apatura lugenda ingår i släktet Apatura och familjen praktfjärilar. Inga underarter finns listade i Catalogue of Life.